# Bariera optyczna
Bariera optyczna - granica doskonałości wzroku pilota w warunkach zbliżających się do siebie z dużą prędkością lotu obiektów, przy której może jeszcze skutecznie reagować na zauważany obiekt w powietrzu (np. samolot lub pocisk) i wykonać właściwy w danej chwili manewr. Dla przesunięcia bariery optycznej w zakres większych prędkości lotu szereg czynności załogi automatyzuje się i wykorzystuje urządzenia radiolokacyjne, sygnalizujące z daleka zbliżanie się innego obiektu latającego.